# Breakestra
Breakestra est un groupe de funk américain formé en 1996 à Los Angeles, en Californie. Il est formé de Miles Tackett, Todd Simon, Josh Cohen, Carlos Guaico, Patrick Bailey, Davey Chegwidden et Mixmaster Wolf.

## Discographie
- The Live Mix, Part 1 (Rootdown Records) (1999)
- The Live Mix, Part 2 (Stones Throw Records) (2001)
- Hit The Floor (Ubiquity Records) (2005)
- Dusk Till Dawn  (Strut Records) (2009)